# Thinophilus heydeni
Thinophilus heydeni är en tvåvingeart som först beskrevs av Christian Rudolph Wilhelm Wiedemann 1830.  Thinophilus heydeni ingår i släktet Thinophilus och familjen styltflugor. Inga underarter finns listade i Catalogue of Life.